# Émeutes de 2013 à Stockholm
Les émeutes de 2013 à Stockholm ont éclaté le 19 mai 2013 dans une banlieue de la capitale de la Suède. Elles ont commencé à Husby puis se sont étendues dans d'autres banlieues de Stockholm, au nord, au sud et à l'ouest. Ces événements sont largement médiatisés, notamment par The Local. Le 24 mai 2013, plus de 70 incidents sont recensés. Le 28 mai, la police annonce le retour à la normale et la fin quasi-complète des violences.

## Contexte
Les émeutes ont initialement touché Husby, une banlieue de Stockholm, la capitale de la Suède. La population de cette banlieue est majoritairement immigrée, à 80 %. Elle est principalement originaire de Turquie, de Somalie et du Moyen-Orient. Quelques années auparavant, Stockholm a été frappé par des émeutes en 2010, durant lesquelles une centaine de jeunes immigrés avaient jeté des projectiles, incendié des véhicules, et s'en étaient pris à la police locale de Rinkeby.
Selon les toutes premières constatations, le fait générateur serait le décès par balles d'un homme âgé de 69 ans dans son appartement à Husby, le 13 mai 2013. L'homme, d'origine portugaise,, armé d'une machette, s'était enfermé chez lui avec une femme (supposément son épouse d'après les rapports), en menaçant de tuer des policiers,,. Les négociations ayant échoué, la police entre de force dans le domicile du vieil homme,,. L'homme s'était confronté un peu plus tôt à une bande de jeunes, qui l'auraient menacé avec un couteau. Lorsque les policiers frappent à sa porte, ils s'aperçoivent d'abord qu'ils se sont trompés d'appartement puis supposant que l'épouse du vieil homme était menacée par celui-ci, ils l'auraient abattu. Des militants locaux expliquent que ce décès a simplement été l'élément déclencheur des émeutes, dont la cause véritable est le fait que les jeunes immigrés de banlieue sont sans cesse discriminés par la police. Cependant, d'après le journal suédois Aftonbladet, les émeutes ne sont pas liées à ce décès. Le criminologue suédois Jerzy Sarnecki, pense que les émeutes n'ont pas été causées par un incident en particulier, mais que les émeutiers manifestent un mécontentement général à cause du chômage et de la répression policière. Le chômage touche 6 % des Suédois ethniques, tandis qu'il touche 16 % de la population d'origine étrangère.

## Émeutes

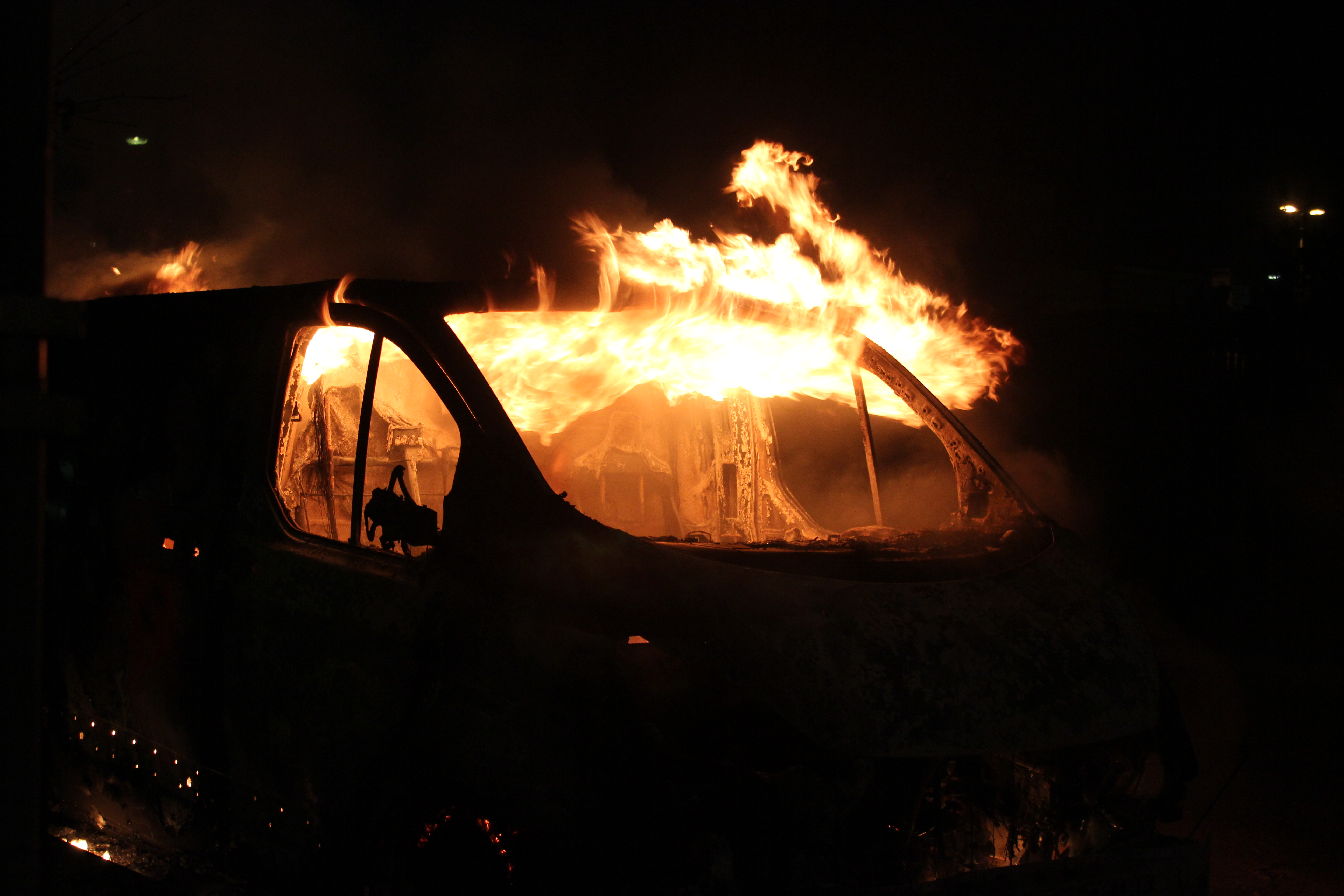
Deuxième nuit consécutive d'émeutes à Stockholm. Une camionnette incendiée dans la banlieue de Husby.

Les émeutes débutent le dimanche 19 mai 2013 alors que des groupes de jeunes brûlent une centaine de véhicules à travers la banlieue de Husby et vandalisent un magasin. Les forces de police, déployées à 22 h, sont attaquées par des jeunes et plusieurs policiers sont blessés. Le calme revient à 5 h 30 du matin. La police estime entre 50 et 60 le nombre de jeunes impliqués dans les émeutes, mais aucune arrestation n'a été effectuée,,. Les émeutes continuent le 20 mai ; les groupes de jeunes mettent le feu à onze voitures et quatre poubelles, puis s'en prennent aux policiers et aux pompiers déployés sur place alors qu'ils tentent d'éteindre les incendies. Sept policiers sont blessés dans ces échauffourées. La police estime que le nombre d'émeutiers est de cinquante à une centaine de personnes. Certains émeutiers seraient âgés de 12 à 13 ans ; sept individus âgés de 15 à 19 ans sont appréhendés. Deux d'entre eux sont relâchés,. Une petite émeute est déclenchée au sud de Stockholm, mais il est impossible de savoir si elle est liée à celles de Husby. Les violences se sont également étendues à Fittja, Kista, Rinkeby et Tensta. Le mardi 21 mai, les émeutes se propagent jusqu'à Bredäng, Edsberg, Flemingsberg, Norsborg et Skarpnäck. Trente voitures sont incendiées et le commissariat de Jakobsberg ainsi qu'un centre commercial sont vandalisés. La police appréhende huit individus et le calme revient à 3 h du matin.
Lors de la quatrième nuit consécutive de violences, le 22 mai, un commissariat est incendié à Rågsved. Des policiers sont agressés à Hagsätra après 22 h. À Skogås, un restaurant est brûlé et des projectiles sont jetés sur les pompiers,. Le jeudi 23 mai à environ 20 h (CET), cinquième nuit des émeutes, la police est demandée en renfort à Rinkeby où cinq voitures ont été incendiées. Des jeunes jettent des pierres et des bouteilles de verre à Vällingby, sur des rames du métro, dont le personnel est par la suite évacué,. Après minuit, des incendies sont rapportés à Tensta et Farsta. Au moins deux établissements scolaires, un commissariat et quinze véhicules sont incendiés. Au total, entre mardi et vendredi, treize individus sont interpellés. Au cours de la sixième nuit, les émeutes se calment après que des centaines de jeunes se sont organisés pour « reprendre Stockholm »[pas clair]. Au même moment, des émeutes sont rapportées dans d'autres lieux en Suède, dont Örebro, tandis que la banlieue de Husby, où les émeutes ont commencé, semblerait être sous contrôle des autorités.
Lors de la septième nuit, les tensions semblent diminuer grâce à la présence des parents dans les rues,. Le 28 mai, la police annonce le retour à la normale et la fin presque totale des violences, mais quelques voitures sont encore incendiées.

## Réactions
Les émeutes sont survenues peu après le décès d'un sexagénaire d'origine portugaise abattu par un agent de police. Des activistes d'extrême gauche ont accusé de racisme les policiers qui ont tué le vieil homme d'origine portugaise.
Le 21 mai à midi, le Premier ministre suédois Fredrik Reinfeldt déclare « Nous avons passé deux nuits dans une grande agitation, des dégâts et une atmosphère intimidante dans Husby et il y a un risque que cela se poursuivra. Nous avons des groupes de jeunes hommes qui pensent qu'ils peuvent et doivent changer la société par la violence,,. » Au cinquième jour des émeutes il déclare « Je pense qu'il est dangereux de vouloir dépeindre la Suède avec une capitale séparée de ses banlieues. Je ne pense pas que ce soit vrai. Je pense que la ligne qui nous divise traverse Husby, entre une population majoritaire et à côté un petit groupe de fauteurs de trouble. ». La ministre suédoise de la justice, Beatrice Ask, déclare que l'« exclusion sociale » est la « cause de problèmes très sérieux. » Le journal Aftonbladet ayant indiqué que 80 % des jeunes appréhendés étaient connus des services de police, Jerzy Sarnecki explique qu'il n'est pas surpris.
Les riverains de Husby sont excédés par l'attitude des émeutiers, à la suite des destructions de biens personnels qu'ils ont causées et de la mauvaise réputation qui entache désormais ces quartiers. Ils pensent par ailleurs que l'affaire du vieil homme tué par la police n'a été qu'un prétexte et que les parents des jeunes émeutiers ne s'impliquent pas. L'ambassade américaine en Suède a conseillé à ses ressortissants de ne pas se rendre dans cette banlieue.